# 東白河郡
もしかして
- 東白川郡

ではありませんか？